# Concha Liaño Gil
Concepción Liaño Gil, más conocida como Concha Liaño (Épinay-sur-Seine, Francia, 24 de noviembre de 1916-Caracas, Venezuela, 19 de abril de 2014) fue una anarquista que participó en la revolución social española del 1936, fundadora del movimiento Mujeres Libres.

## Biografía
Pasó su infancia en Barcelona, donde, a los 15 años, se inscribió en las Juventudes Libertarias. En 1935 fundó con otras mujeres libertarias la Agrupación Cultural Femenina. En Madrid existía ya la revista Mujeres Libres, y la coincidencia de planteamientos llevó a la fusión de ambas iniciativas en la Federación Nacional de Mujeres Libres. Concha Liaño y Soledad Estorach Esterri fueron responsables de la extensión de este movimiento feminista en Cataluña. Nacido con la vocación de ser «el movimiento femenino de la CNT», según Concha Liaño tanto este sindicato como las Juventudes Libertarias tuvieron reticencias hacia este movimiento de mujeres, al que trataban con cierta condescendencia: «Nosotras pretendimos ser el movimiento femenino de la CNT, pero no nos aceptaban. Ahora tantos años después nos aceptan. Entonces el machismo, como ahora, era algo como genético. Durante la guerra nos trataban con mucha dificultad, pero sí, nos ayudaban, a duras penas pero lo hacían. Esa era la mentalidad de entonces».
Tras el estallido de la Guerra Civil Española, formó parte del Comité Revolucionario del barrio barcelonés de San Martín de Provensals y de las Juventudes Libertarias del Hospital de San Pedro. En 1937 fue redactora de la revista Mujeres Libres.
Tras la derrota de la República española en 1939, Concha Liaño se exilió en Francia, donde logró huir de uno de los campos de concentración en los que las autoridades francesas confinaban a los refugiados españoles, para trasladarse a París y luego a Burdeos. Colaboró como tantos otros republicanos españoles con la Resistencia, pero la dificultad de asumir la derrota de la República y de la Revolución española, acrecentada por la continuidad del régimen de Franco tras la Segunda Guerra Mundial, la sumió en una crisis personal que incluyó un intento de suicidio, lo que le hizo, a sugerencia de sus compañeros, trasladarse en 1948 a Venezuela con su única hija, a la sazón de cinco años de edad. Trabajó como empleada de unas líneas aéreas en Maracaibo y más tarde se trasladó a Caracas, donde residió en un modesto apartamento del centro urbano. Liaño fue partidaria del expresidente venezolano Hugo Chávez del que dijo «es un enviado de Dios».
Murió en Caracas el 19 de abril de 2014.

## Testimonios
En 1996 fue una de las protagonistas del documental de J. Gamero, Paco Ríos y Mariona Roca Vivir la utopía, y ese mismo año el cineasta Vicente Aranda se inspiró en Concha Liaño y las Mujeres Libres para la realización de su película Libertarias, en la que una de las protagonistas lleva el nombre de Concha Liaño. Sin embargo, Concha Liaño se mostró muy crítica con la película.
También su testimonio forma parte del libro Nosotras que perdimos la paz, (2005) de Llum Quiñonero.